# A1 Team Irlanda
A A1 Team Irlanda foi a equipe que representava a Irlanda na A1 Grand Prix. Foi fundada por Mark Kershaw e Mark Gallagher em 2005, a equipe pertencia e era administrada pela Status Grand Prix. Em 2008, Mark Kershaw vendeu sua participação na equipe. Os novos titulares eram Mark Gallagher, Teddy Yip Jr., John P. Hynes e David Kennedy.